# TLC: Tables, Ladders & Chairs 2016
TLC: Tables, Ladders & Chairs 2016 è stata l'ottava edizione dell'omonimo evento in pay-per-view di wrestling prodotto dalla WWE. L'evento, appartenente al roster di SmackDown, si è svolto il 4 dicembre 2016 nell'American Airlines Center di Dallas, Texas.

## Storyline
Il 9 ottobre, a No Mercy, AJ Styles ha sconfitto Dean Ambrose e John Cena mantenendo così il WWE World Championship. Dopo aver fallito nel tentativo di diventare lo sfidante al titolo di Styles per colpa di James Ellsworth, Dean Ambrose ha sconfitto Styles nella puntata di SmackDown del 1º novembre, riuscendo a diventare il contendente n°1 al titolo. Subito dopo, a Talking Smack, il commissioner Shane McMahon ha annunciato che AJ Styles e Dean Ambrose si affronteranno a TLC: Tables, Ladders & Chairs in un Tables, Ladders and Chairs match per il WWE World Championship.
Nella puntata speciale di SmackDown del 15 novembre The Miz ha sconfitto Dolph Ziggler grazie all'intervento di sua moglie Maryse e conquistando per la sesta volta l'Intercontinental Championship. Successivamente The Miz ha difeso con successo il titolo contro Sami Zayn in un match interpromozionale tra SmackDown e Raw a Survivor Series il 20 novembre. Nella puntata di SmackDown del 22 novembre The Miz ha difeso con successo il titolo contro Kalisto, il quale è stato attaccato da Baron Corbin. Infine nel post match The Miz è stato attaccato da Ziggler. Per questo motivo il General manager Daniel Bryan ha annunciato che The Miz e Ziggler si affronteranno a TLC in un Ladder match per l'Intercontinental Championship.
Dopo che il loro match non è avvenuto il 9 ottobre a No Mercy, Becky Lynch ha difeso con successo lo SmackDown Women's Championship contro Alexa Bliss nella puntata di SmackDown dell'8 novembre, seppur non accorgendosi che Alexa aveva un piede sotto le corde durante la Dis-arm-her. Di conseguenza Alexa ha chiesto e ottenuto un match titolato per TLC. Nella puntata di SmackDown del 30 novembre, durante un'intervista nel backstage, Renee Young annuncia a Becky che lei e la sua sfidante al titolo si affronteranno in un Tables match.
Nella puntata di SmackDown del 2 agosto Kalisto è stato infortunato da Baron Corbin. Kalisto è tornato nella puntata di SmackDown dell'8 novembre affrontando Corbin ma questi si è infortunato al ginocchio senza che l'incontro fosse effettivamente iniziato (kayfabe). Il 20 novembre, a Survivor Series, Corbin è intervenuto nel match interpromozionale tra Kalisto e Brian Kendrick valevole per il Cruiserweight Championship attaccando Kendrick e impedendo dunque a Kalisto di conquistare il titolo. Nella puntata di SmackDown del 22 novembre Corbin ha attaccato Kalisto durante il suo match contro The Miz per l'Intercontinental Championship, causando la sconfitta dell'atleta mascherato. Più tardi, quella sera, è stato annunciato che Kalisto e Corbin si affronteranno a TLC in un Chairs match.
Nella puntata di SmackDown del 22 novembre gli American Alpha hanno vinto un Tag Team Turmoil match per decretare gli sfidanti allo SmackDown Tag Team Championship di Heath Slater e Rhyno (che includeva anche gli Ascension, i Breezango, gli Hype Bros i Vaudevillains) eliminando per ultimi gli Usos ma, nel finale, sono stati minacciati da Bray Wyatt e Randy Orton. Nella puntata di SmackDown del 29 novembre Bray Wyatt e Randy Orton hanno sconfitto gli American Alpha, diventando dunque gli sfidanti allo SmackDown Tag Team Championship e affronteranno dunque Heath Slater e Rhyno a TLC.
Il 20 novembre a Survivor Series Nikki Bella è stata attaccata nel backstage, divenendo dunque impossibilitata a partecipare al 5-on-5 Traditional Survivor Series Women's Elimination match. Nella puntata di SmackDown del 22 novembre Nikki ha avuto un confronto con Carmella (dato che le due erano state in faida per settimane), convinta che sia stata lei l'assalitrice misteriosa) e così per TLC è stato sancito un No Disqualification match tra le due.
Per il Kick-off è stato annunciato la sera stessa dell'evento un 10-man Tag Team match tra Apollo Crews, gli American Alpha e gli Hype Bros contro Curt Hawkins, gli Ascension e i Vaudevillains.

## Risultati
| #       | Match | Stipulazioni                                                   | Durata |
| ------- | --- | -------------------------------------------------------------- | ------ |
| Kickoff | Apollo Crews, gli American Alpha e gli Hype Bros hanno sconfitto Curt Hawkins, gli Ascension e i Vaudevillains | Five-on-five tag team match                                    | 11:55  |
| 1       | Bray Wyatt e Randy Orton (con Luke Harper) hanno sconfitto Heath Slater e Rhyno (c)                            | Tag team match per il WWE SmackDown Tag Team Championship      | 05:55  |
| 2       | Nikki Bella ha sconfitto Carmella                                                                              | No-disqualification match                                      | 08:00  |
| 3       | The Miz (c) (con Maryse) ha sconfitto Dolph Ziggler                                                            | Ladder match per il WWE Intercontinental Championship          | 25:00  |
| 4       | Baron Corbin ha sconfitto Kalisto                                                                              | Chairs match                                                   | 13:00  |
| 5       | Alexa Bliss ha sconfitto Becky Lynch (c)                                                                       | Tables match per il WWE SmackDown Women's Championship         | 15:10  |
| 6       | AJ Styles (c) ha sconfitto Dean Ambrose                                                                        | Tables, ladders and chairs match per il WWE World Championship | 30:50  |